# Loeseliastrum schottii
Loeseliastrum schottii là một loài thực vật có hoa trong họ Polemoniaceae. Loài này được (Torr.) Timbrook mô tả khoa học đầu tiên năm 1986.